# 윌리엄 A. 웰먼
윌리엄 A. 웰먼(William A. Wellman, 1895년 2월 29일 ~ 1975년 12월 9일)은 미국의 영화 감독이다.

## 출연 작품
- 비상 착륙 (1954년)